# Château du Hénan
Le château du Hénan est un édifice situé à Névez en France.

## Localisation
Le château est situé sur le territoire de la commune de Névez, au lieu-dit Le Hénan, dans le département du Finistère en région Bretagne.

## Description
La partie la plus ancienne du château remonterait au XVe siècle. La chapelle et la tour polygonale datent du XVIe siècle. Le reste de l'édifice a été reconstruit au XIXe siècle. La tour polygonale semble avoir toujours été placée telle qu'elle est par rapport au corps de logis. Elle est elle-même flanquée d'une tourelle d'escalier polygonale. Des communs devaient exister un peu plus à l'ouest, s'appuyant à une courtine, mais le tout a été abattu. La courtine sud, percée de deux portes, aboutit, à gauche, à une grosse tour polygonale et, à droite, à la chapelle.

## Historique
Le château est inscrit au titre des monuments historiques par arrêté du 4 mars 1935.

## Galerie

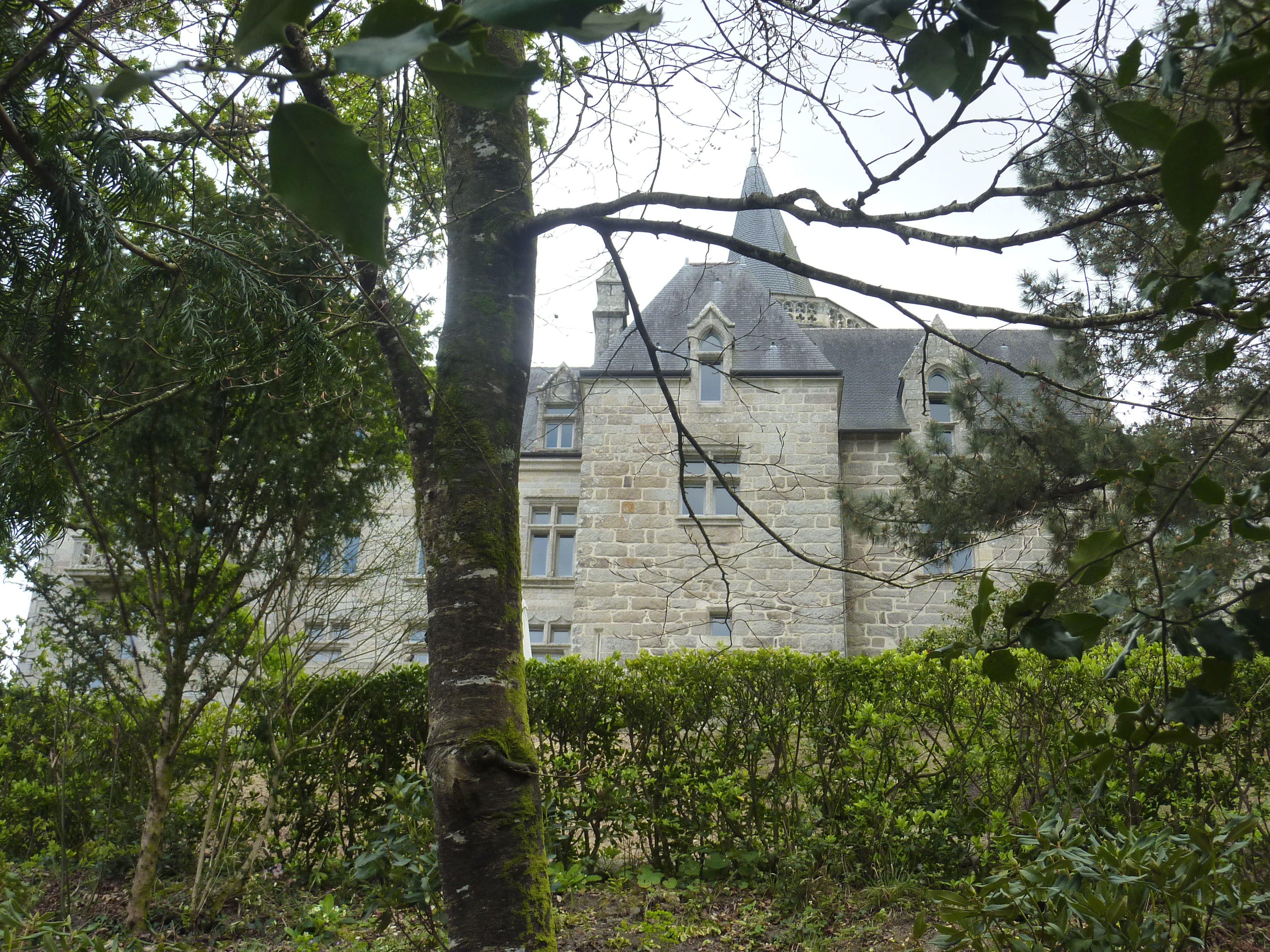
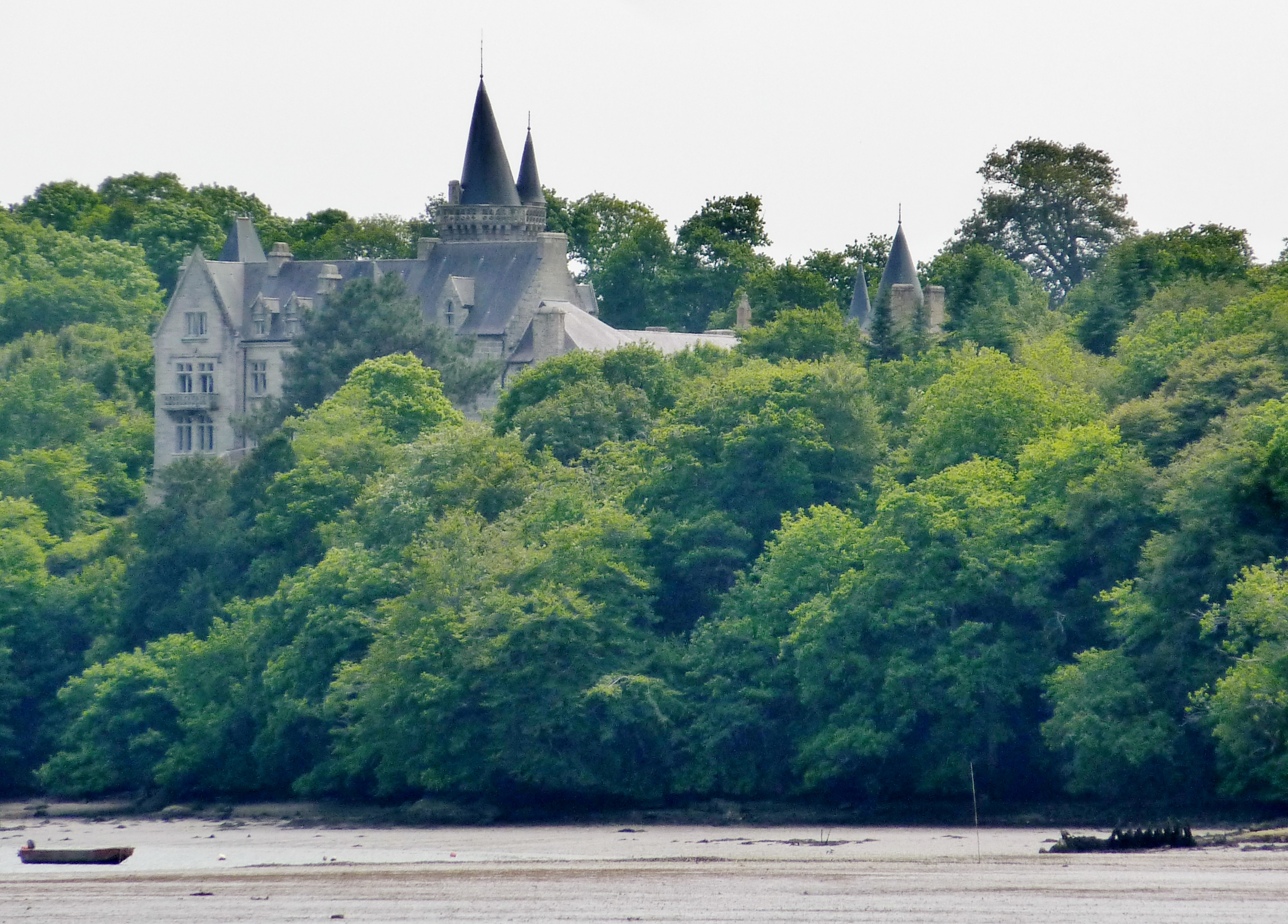
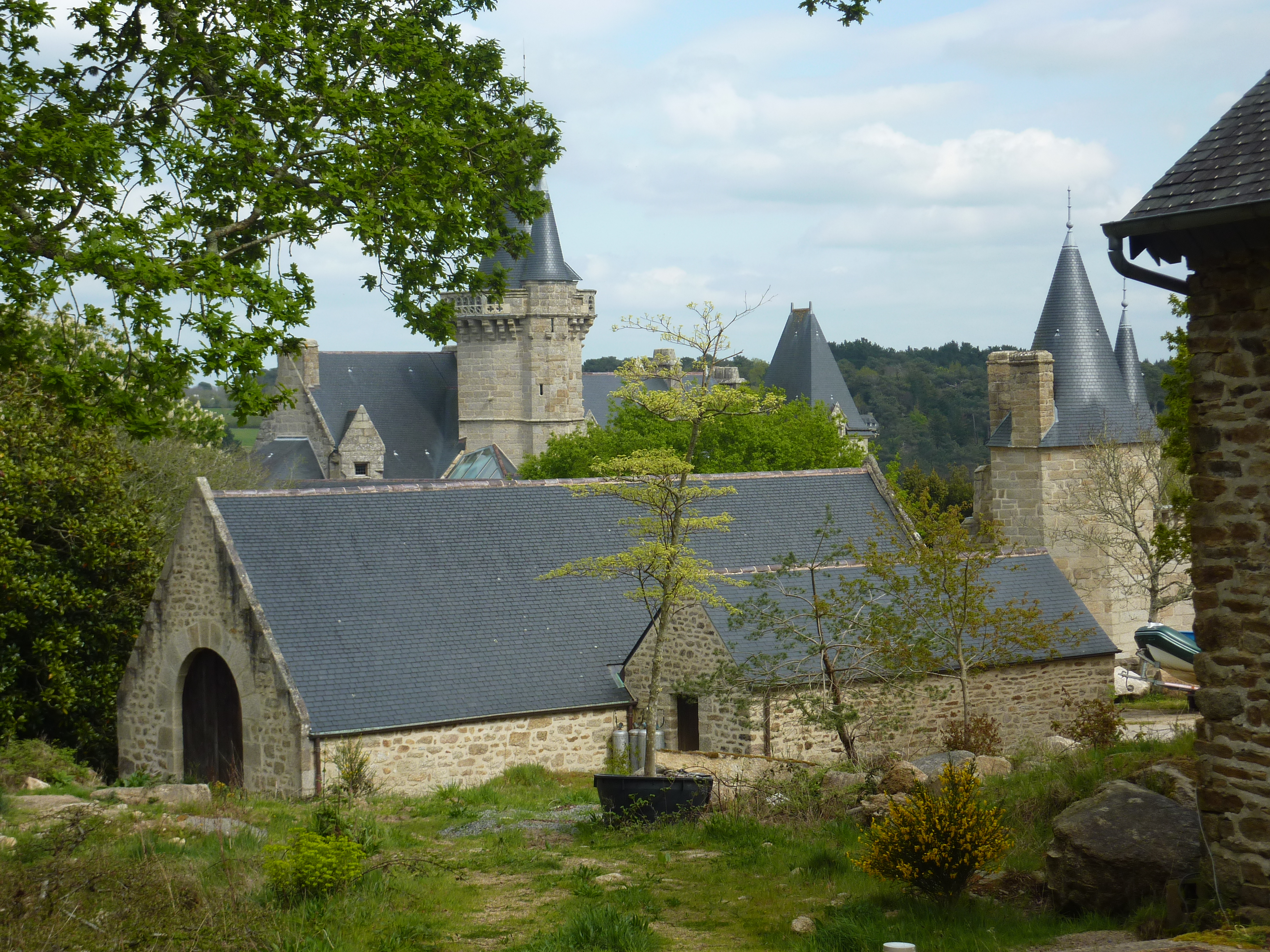
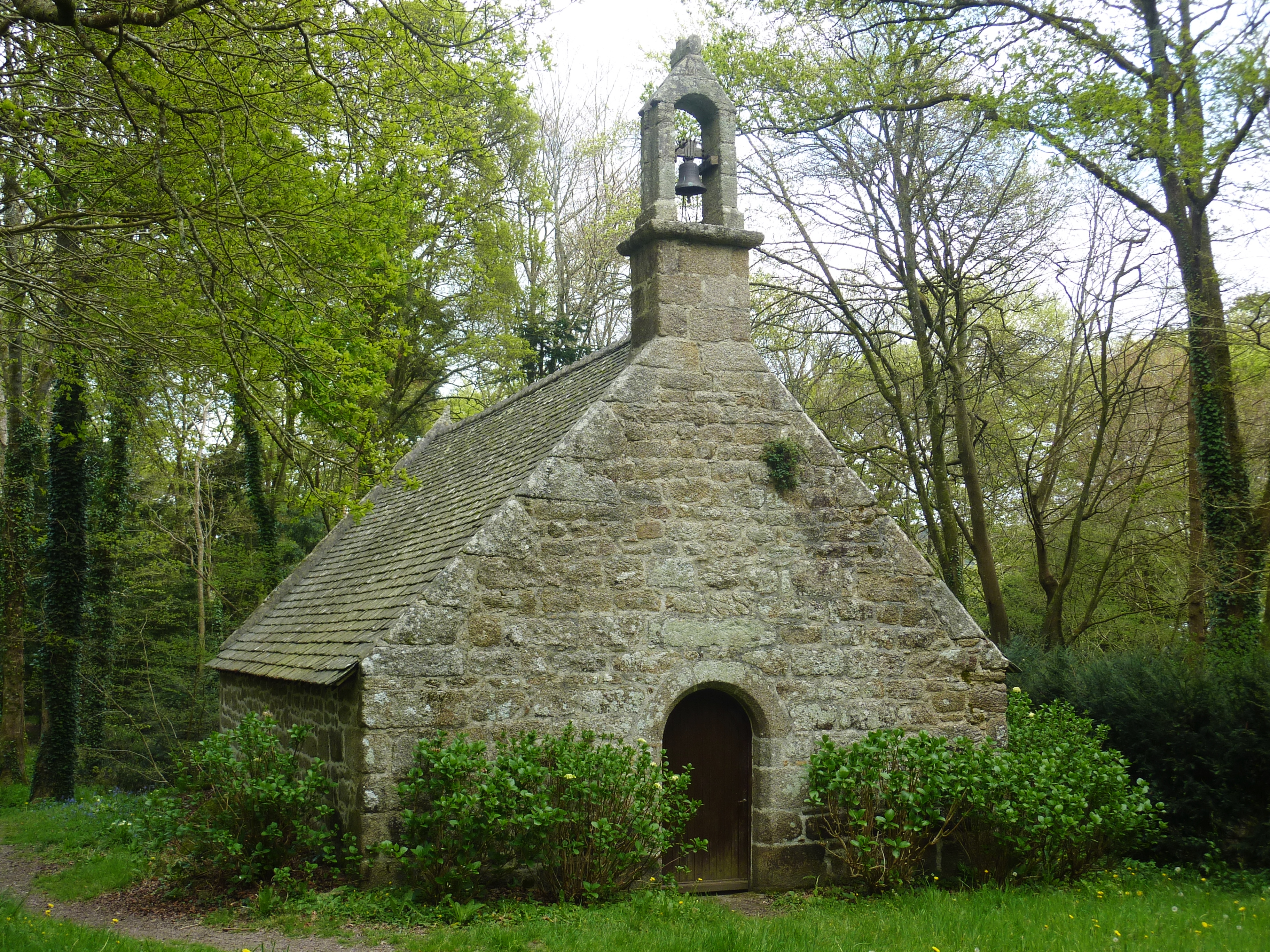
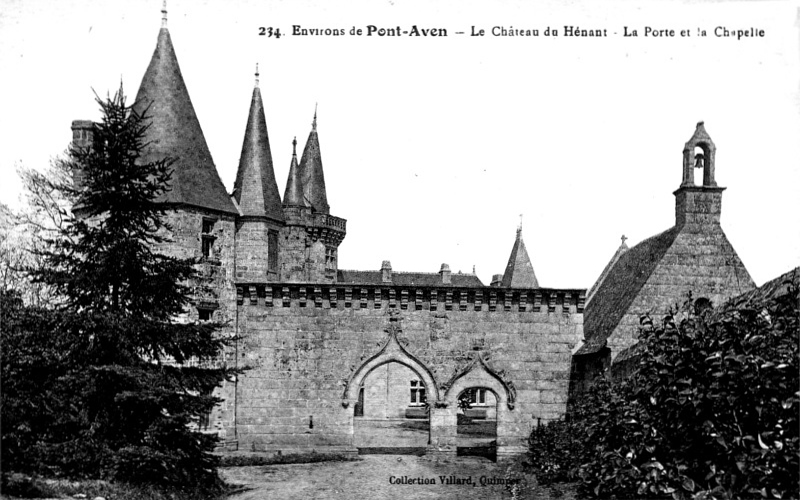
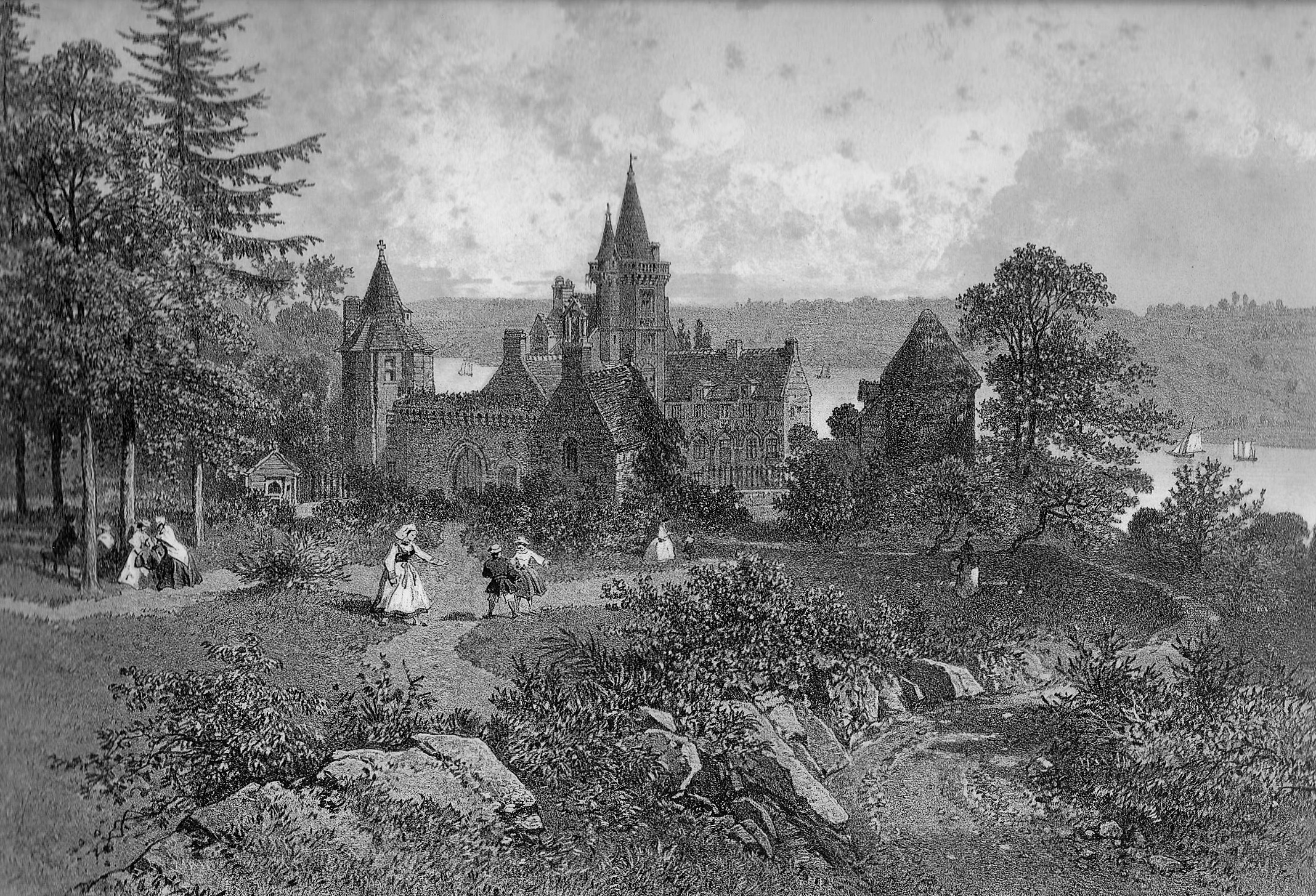